# Söderbärke
Söderbärke est une localité de Suède dans la commune de Smedjebacken située dans le comté de Dalécarlie.
Sa population était de 1 007 habitants en 2019.